# Reg Empey
Sir Reg Empey (født 26. oktober 1947 i Belfast, Nordirland) er en nordirsk politiker, der (pr. september 2008) er leder af Ulster Unionist Party. Han overtog ledelsen af partiet 24. juni 2005 efter landets tidligere førsteminister David Trimble.